# Christina McHaleová
Christina McHaleová (* 11. května 1992 Teaneck, New Jersey) je bývalá americká profesionální tenistka, která se na okruzích pohybovala v letech 2010–2022. Na okruhu WTA Tour vyhrála jeden turnaj ve dvouhře a dva ve čtyřhře. V rámci okruhu ITF získala po třech titulech ve dvouhře i čtyřhře.
Na žebříčku WTA byla nejvýše ve dvouhře klasifikována v srpnu 2012 na 24. místě a ve čtyřhře pak v lednu 2017 na 35. místě. Trénovali ji Jorge Todero a Jay Gooding.
V americkém týmu Billie Jean King Cupu debutovala v roce 2010 čtvrtfinálovým utkáním Světové skupiny proti Francii, v němž prohrála za rozhodnuté stavu ve prospěch Američanek dvouhru s Pauline Parmentierovou. V soutěži nastoupila k sedmi mezistátním utkáním s bilancí 5–5 ve dvouhře a 0–0 ve čtyřhře.
Spojené státy americké reprezentovala na Letních olympijských hrách 2012 v Londýně, kde zasáhla do ženské dvouhry.
Na úvod však podlehla jedenácté nasazené Srbce Aně Ivanovićové ve dvou setech.

## Tenisová kariéra
Na juniorce čtyřhry grandslamového turnaje Australian Open 2009 získala společně s partnerkou Ajlou Tomljanovićovou titul. V melbournské ženské dvouhře 2009 ji však na úvod vyřadila Australanka Jessica Mooreová až 9–7 na gamy v rozhodující sadě. Od pořadatelů získala divokou kartu do hlavní soutěže US Open 2009, v níž vyhrála svůj první grandslamový zápas kariéry. V prvním kole porazila Slovinku Polonu Hercogovou. V následujícím duelu nestačila na bývalou světovou jedničku Marii Šarapovovou.
Na Panamerických hrách 2011 v mexické Guadalajaře získala bronzovou medaili ve dvouhře a stříbrnou ve čtyřhře.
Posledním turnajem se pro ni stal srpnový US Open 2022, na němž obdržela divokou kartu do kvalifikace. Po vyřazení v jejím úvodním kole od Ysaline Bonaventureové oznámila ukončení kariéry.

## Finále na WTA Tour
| Legenda                                      |
| -------------------------------------------- |
| D – dvouhra; Č – čtyřhra                     |
| Grand Slam (0)                               |
| Turnaj mistryň (0)                           |
| Premier Mandatory & Premier 5 / WTA 1000 (0) |
| Premier / WTA 500 (0)                        |
| International / WTA 250 (1–1 D; 2–2 Č)       |

### Dvouhra: 2 (1–1)
| Stav       | č. | datum          | turnaj           | povrch | soupeřka ve finále | výsledek           |
| ---------- | -- | -------------- | ---------------- | ------ | ------------------ | ------------------ |
| Finalistka | 1. | 1. března 2014 | Acapulco, Mexiko | tvrdý  | Dominika Cibulková | 6–7(3–7), 6–4, 4–6 |
| Vítězka    | 2. | 12. září 2016  | Tokio, Japonsko  | tvrdý  | Kateřina Siniaková | 3–6, 6–4, 6–4      |

### Čtyřhra: 4 (2–2)
| Stav       | č. | datum          | turnaj                   | povrch | spoluhráčka         | soupeřky ve finále                   | výsledek         |
| ---------- | -- | -------------- | ------------------------ | ------ | ------------------- | ------------------------------------ | ---------------- |
| Vítězka    | 1. | 16. ledna 2016 | Hobart, Austrálie        | tvrdý  | Chan Sin-jün        | Kimberly Birrellová Jarmila Wolfeová | 6–3, 6–0         |
| Vítězka    | 2. | 16. října 2016 | Tchien-ťin, Čína         | tvrdý  | Pcheng Šuaj         | Sü I-fan Magda Linetteová            | 7–6(10–8), 6–0   |
| Finalistka | 1. | 15. září 2019  | Hirošima, Japonsko       | tvrdý  | Valeria Savinychová | Misaki Doiová Nao Hibinová           | 6–3, 4–6, [4–10] |
| Finalistka | 2. | 28. srpna 2021 | Cleveland, Spojené státy | tvrdý  | Sania Mirzaová      | Šúko Aojamová Ena Šibaharaová        | 5–7, 3–6         |

## Finále na okruhu ITF
| Dotace turnajů okruhu ITF | Dotace turnajů okruhu ITF |
| ------------------------- | ------------------------- |
| 100 000 $ tournaments     | 80 000 $ tournaments      |
| 75 000 $ tournaments      | 60 000 $ tournaments      |
| 50 000 $ tournaments      | 25 000 $ tournaments      |
| 15 000 $ tournaments      | 10 000 $ tournaments      |

### Dvouhra: 6 (3–3)
| Stav       | č. | datum          | turnaj                  | povrch | soupeřka ve finále   | výsledek      |
| ---------- | -- | -------------- | ----------------------- | ------ | -------------------- | ------------- |
| Finalistka | 1. | 22. října 2007 | Itu, Brazílie           | antuka | Mailen Aurouxová     | 5–7, 2–6      |
| Finalistka | 2. | 5. října 2009  | Troy, Spojené státy     | tvrdý  | Alison Riskeová      | 4–6, 6–2, 5–7 |
| Vítězka    | 3. | 5. června 2011 | Řím, Itálie             | antuka | Jekatěrina Ivanovová | 6–2, 6–4      |
| Vítězka    | 2. | leden 2016     | Lahaina, Spojené státy  | tvrdý  | Raveena Kingsleyová  | 6–3, 4–6, 6–4 |
| Vítězka    | 3. | květen 2019    | Cagnes-sur-Mer, Francie | antuka | Stefanie Vögeleová   | 7–6(4), 6–2   |
| Finalistka | 3. | leden 2022     | Orlando, Spojené státy  | tvrdý  | Čeng Čchin-wen       | 0–6, 1–6      |

### Čtyřhra: 6 (3–3)
| Stav       | č. | datum           | turnaj                 | povrch    | spoluhráčka         | soupeřky ve finále                      | výsledek      |
| ---------- | -- | --------------- | ---------------------- | --------- | ------------------- | --------------------------------------- | ------------- |
| Finalistka | 1. | 29. května 2007 | Houston, Spojené státy | tvrdý     | Kimberly Coutsová   | Helen Besovicová Nina Munch-Soegaardová | 6–7(2–7), 5–7 |
| Vítězka    | 2. | 15. října 2007  | Serra Negra, Brazílie  | antuka    | Allie Willová       | Mailen Aurouxová Tatiana Buaová         | 7–5 6–3       |
| Vítězka    | 3. | 23. června 2008 | Wichita, Spojené státy | tvrdý     | Sloane Stephensová  | Dominika Diešková Ana-Clara Duarteová   | 6–3 6–2       |
| Finalistka | 2. | 8. června 2009  | Štětín, Polsko         | antuka    | Asia Muhammadová    | Michaela Paštiková Lenka Tvarosková     | 1–6, 0–6      |
| Vítězka    | 3. | 31. května 2010 | Řím, Itálie            | antuka    | Olivia Rogowská     | Irina Kurjanovičová Arantxa Rusová      | 6–4, 6–1      |
| Finalistka | 3. | říjen 2013      | Poitiers, France       | tvrdý (h) | Monica Niculescuová | Lucie Hradecká Michaëlla Krajiceková    | 6–7(5–7), 2–6 |

### Čtyřhra: 1 (1–0)
| Stav    | rok  | turnaj          | povrch | spoluhráčka         | soupeřky ve finále                    | výsledek         |
| ------- | ---- | --------------- | ------ | ------------------- | ------------------------------------- | ---------------- |
| Vítězka | 2009 | Australian Open | tvrdý  | Ajla Tomljanovićová | Aleksandra Krunićová Sandra Zaniewská | 6–1, 2–6, [10–4] |

## Postavení na žebříčku WTA na konci sezóny

### Dvouhra
| Rok    | 2007 | 2008   | 2009   | 2010   | 2011  | 2012  | 2013  | 2014  | 2015  | 2016  | 2017  | 2018   | 2019  | 2020  |
| Pořadí | 712. | ▲ 425. | ▲ 218. | ▲ 115. | ▲ 42. | ▲ 33. | ▼ 68. | ▲ 54. | ▼ 64. | ▲ 45. | ▼ 63. | ▼ 155. | ▲ 85. | ▲ 80. |

### Čtyřhra
| Rok    | 2007 | 2008   | 2009   | 2010   | 2011   | 2012   | 2013   | 2014   | 2015   | 2016  | 2017   | 2018   | 2019   | 2020   |
| Pořadí | 681. | ▲ 571. | ▲ 488. | ▲ 435. | ▲ 175. | ▲ 166. | ▲ 126. | ▼ 175. | ▼ 259. | ▲ 38. | ▼ 130. | ▼ 143. | ▼ 157. | ▲ 129. |